# Thuận Hòa, Cầu Ngang
Thuận Hòa là một xã cũ thuộc huyện Cầu Ngang, tỉnh Trà Vinh, Việt Nam.

## Địa lý
Xã có vị trí địa lý:
- Phía đông giáp
- Phía tây giáp
- Phía nam giáp
- Phía bắc giáp .

Xã Thuận Hòa có diện tích 14,36 km², dân số năm 2019 là 7.633 người, mật độ dân số đạt 532 người/km².

## Hành chính
Xã được chia thành ấp: Thuận Hiệp, Sóc Chùa, Trà Kim, Nô Công, Thuận An, Thủy Hòa, Rạch

## Lịch sử
Ngày 3 tháng 10 năm 1996, Chính phủ ban hành Nghị định 57-CP về việc thành lập xã Thuận Hòa trên cơ sở điều chỉnh một phần diện tích và dân số của xã Mỹ Hòa.